# Peugeot P4
Il Peugeot P4 è un fuoristrada francese a trazione integrale, sostituto dal 1982 del precedente Hotchkiss M 201 e basato su un disegno di un marchio tedesco. Il P4 è stato prodotto in migliaia di esemplari e utilizzato come veicolo da collegamento all'interno dell'Esercito francese.

## Storia

### Sviluppo
Si tratta di una produzione su licenza della tedesca Mercedes-Benz G, la cui carrozzeria è stata ridisegnata e il gruppo motore-trasmissione rimpiazzato da materiali francesi: il progetto iniziò nel corso degli anni settanta come collaborazione tra la Peugeot e la Mercedes-Benz. Il primo prototipo fu testato con successo nel 1978.

### Produzione
La fabbricazione in serie della P4 ebbe inizio nel 1982 da parte della Panhard, che ricevette una commessa per 10 000 esemplari; la produzione continuò fino al 1985 totalizzando circa 13 500 veicoli consegnati.

### Impiego operativo
Il P4 è stato dispiegato nelle truppe di terra francesi con la sigla VLTT, stante per Vehicule Liaison Tout-Terrain e traducibile in italiano come "veicolo da collegamento fuoristrada". Attualmente è stato programmato il suo rimpiazzo con il Panhard PVP e ne è stata fornita anche la versione civile.

## Caratteristiche
Il Peugeot P4 è stato dotato con i due tipi di motore adottati dalla Peugeot 504. Il primo apparato è un diesel XD3 da 70 hp e 2,5 litri di cilindrata, alimentato a gasolio; il secondo propulsore è un XN8 alimentato a benzina con una potenza di 78 hp. In entrambi i casi la trasmissione è stata traslata dall'automezzo civile Peugeot 604. Sul P4 sono stati inoltre installati motori diesel turbocompressi da 1,9 litri di cilindrata e 90 hp di potenza oppure da 2,1 litri eroganti 109 hp.
In totale il P4 è lungo 4,20 metri, largo 1,70 e con un'altezza di 1,90 metri: è in grado di trasportare fino a 500 chili di carico vario, ha posto per un pilota e tre passeggeri, oltre a essere equipaggiato con un apparato radio. Le sue dimensioni contenute rendono possibile il suo spostamento con un elicottero e anche il lancio aereo. Con un peso di soli 1 750 chili, il P4 può raggiungere la velocità massima su strada di 108 km/h con punte di 118 km/h e coprire fino a 600 chilometri circa a velocità media. Eccellenti la manovrabilità e la mobilità: può infatti gestire pendenze del 70%, trincee e ostacoli verticali da 0,50 metri circa e guadi profondi fino a 0,60 metri.

## Varianti

### Peugeot P4D
Sono i fuoristrada il cui motore XN8 è stato rimpiazzato dall'XD3 diesel, da cui la lettera "D" aggiunta al nome: nel 1992 sono stati convertiti in tal senso 1 300 esemplari.

### Peugeot P4P
Rappresenta la versione corazzata del mezzo, fabbricata durante gli anni novanta in cinque modelli diversi. La seconda "P" che designa questa variante sta per protège, cioè "protetto".

### Peugeot P4 SAS
Versione da ricognizione dotata di armamento offensivo: una mitragliatrice da 12,7 mm e una da 7,62 mm. È stata concepita per le operazioni delle forze speciali.

### VEHA
Concepita nel 1996, è una versione alleggerita del P4 pensata espressamente per le truppe aviotrasportate.